# Riu Isàvena
El riu Isàvena és un riu de la zona dels Prepirineus aragonesos i el principal afluent del riu Éssera, amb qui s'uneix a Graus. Transcorre per la comarca aragonesa de la Ribagorça.
L'Isàvena entra a la Baixa Ribagorça pel congost d'Ovarra o de Gavarret, entre el Turbó i la serra de Sis, després de rebre les aigües del riu Blanc o barranc d'Espés. El riu, en el seu camí cap a l'Éssera, passa pel municipi de Beranui: per Santa Maria d'Ovarra, les Ferreries i Pardinella. En Tor-la-ribera, rep les aigües del riu de Vilacarle molt a prop de Biasques d'Ovarra. Les Fonts de Sant Cristòfol abans de Serradui són una aportació d'aigua important, com el barranc de Sant Esteve o el barranc de Carrasquer. Després s'eixampla i forma l'eix de la ribera d'Isàvena, que la serra del castell de Llaguarres (1.175 m) separa de la rodalia de Benavarri.
L'única espècie aquàtica present en el tram inventariat és la truita. Com a espècie destacable en les aigües del riu Isàvena es troba la llúdriga.

## Història i llengua
L'occident de la seua conca hidrogràfica coincideix en bona part amb el límit entre els sistemes lingüístics aragonès i català, ja que els reis aragonesos, que disposaven dels dominis del comtat de Ribagorça a la riba del riu Isàvena, de llengua catalana, van conquerir el seu territori seguint les riberes dels rius Éssera i Cinca en viles que incorporaren l'aragonès com a llengua, mentre que els comtes de Barcelona i Urgell, vers el 1056, conqueriren la riba de la Noguera Ribagorçana, i més tard els comtes d'Urgell i l'orde del Temple conqueririen la Llitera, establint la frontera màxima del català a l'Aragó.

## Imatges de la conca, afluents, fonts i arquitectura del riu Isàvena

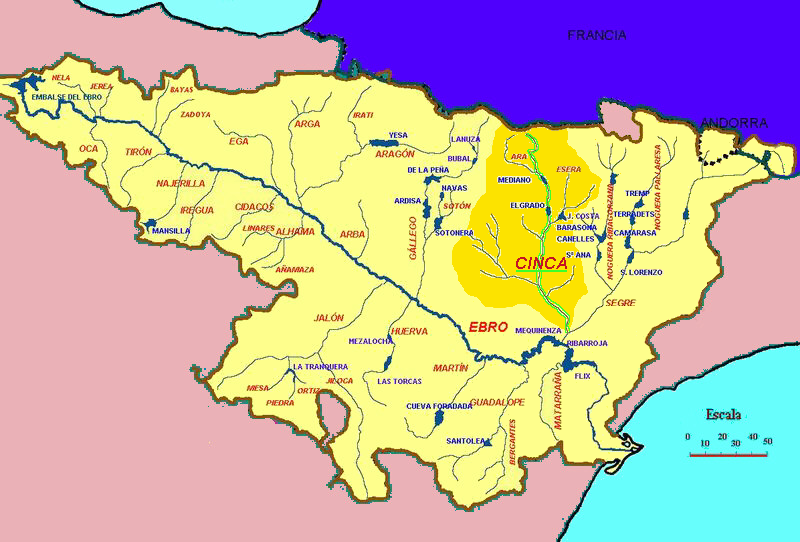
Conca del riu Cinca
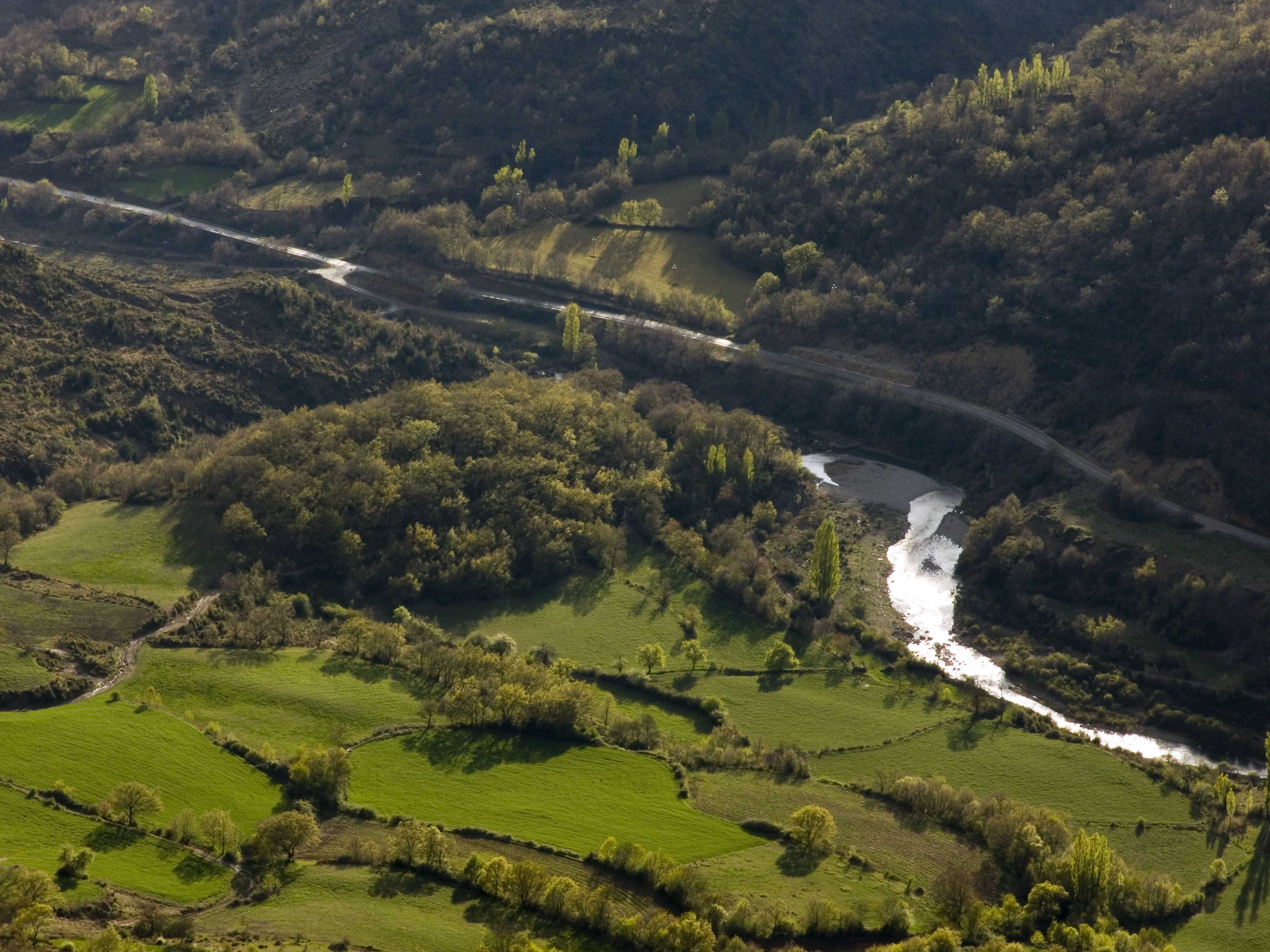
Riu Isàvena des de Beranui
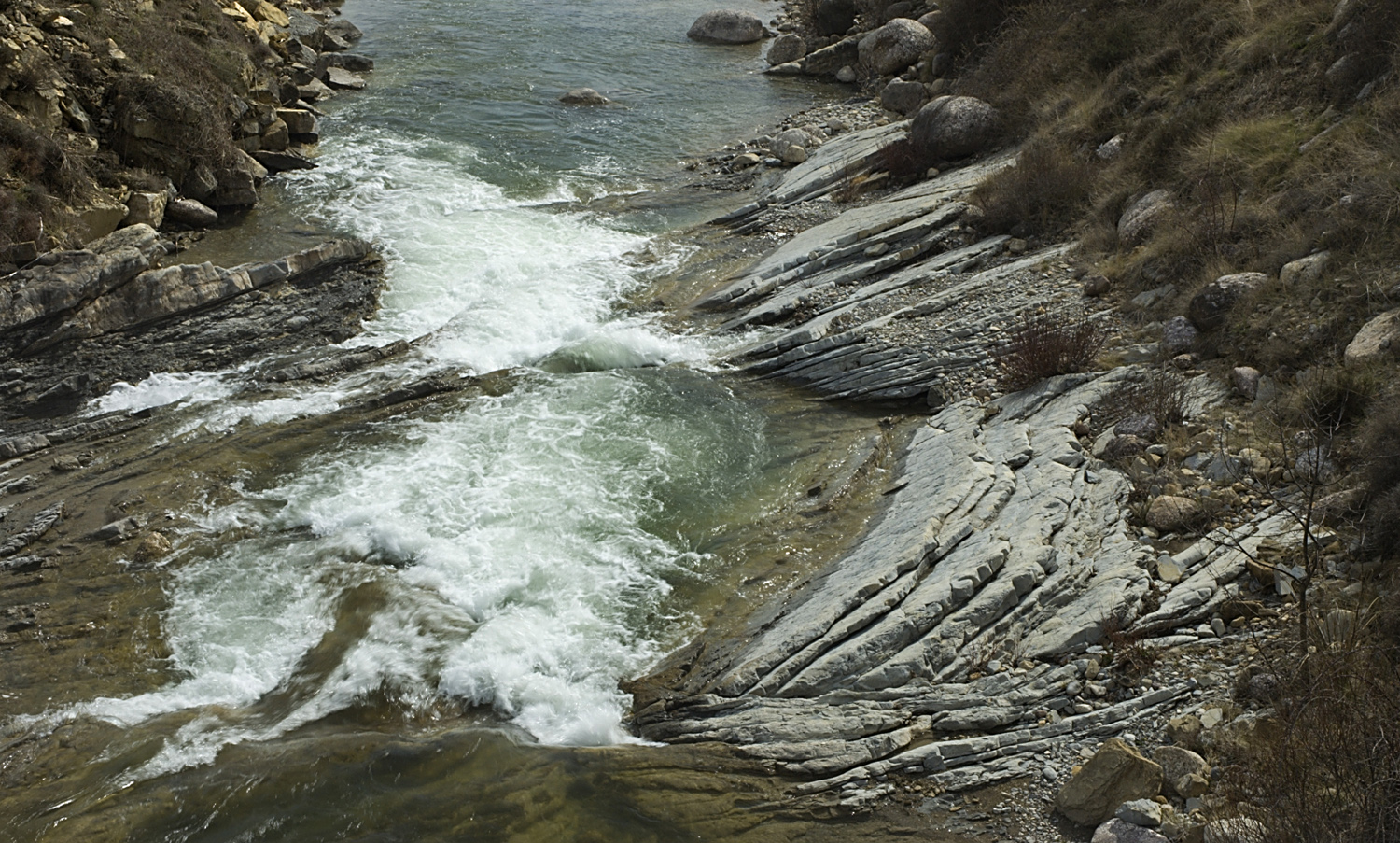
Mulla de Pardinella -Beranui-
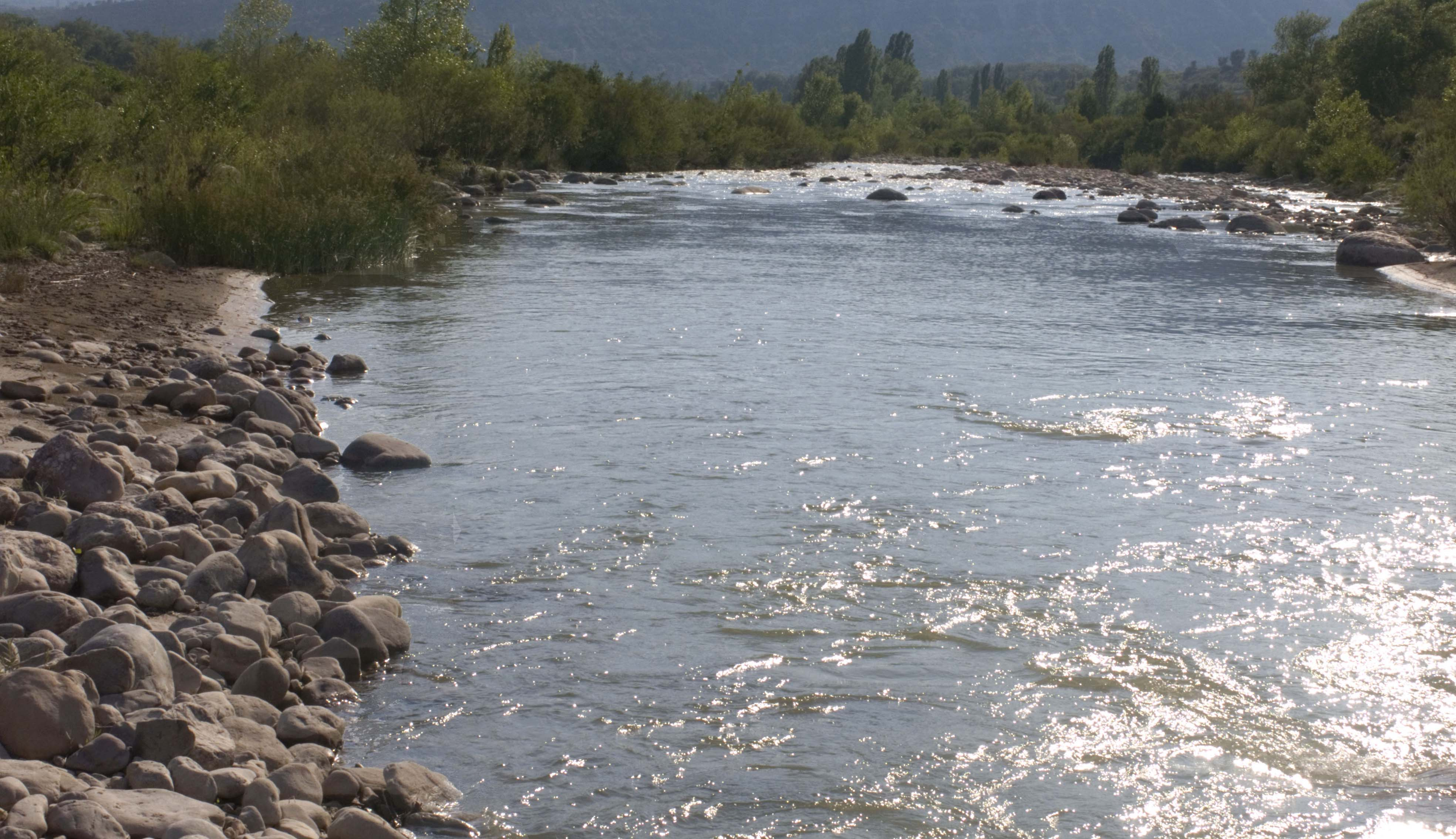
El riu Isàvena entre Serradui i la Pobla de Roda
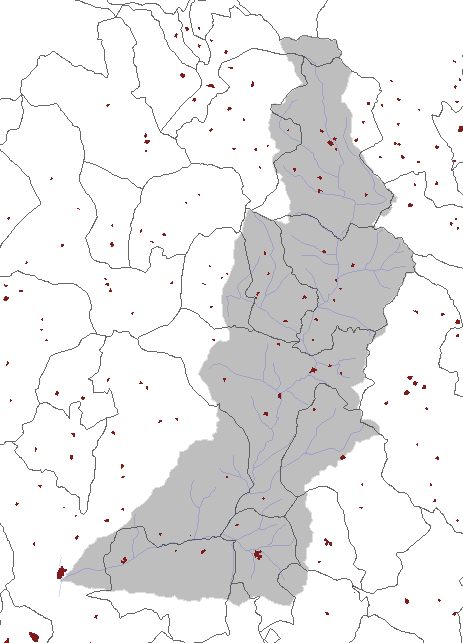
Conca hidrogràfica de l'Isàvena
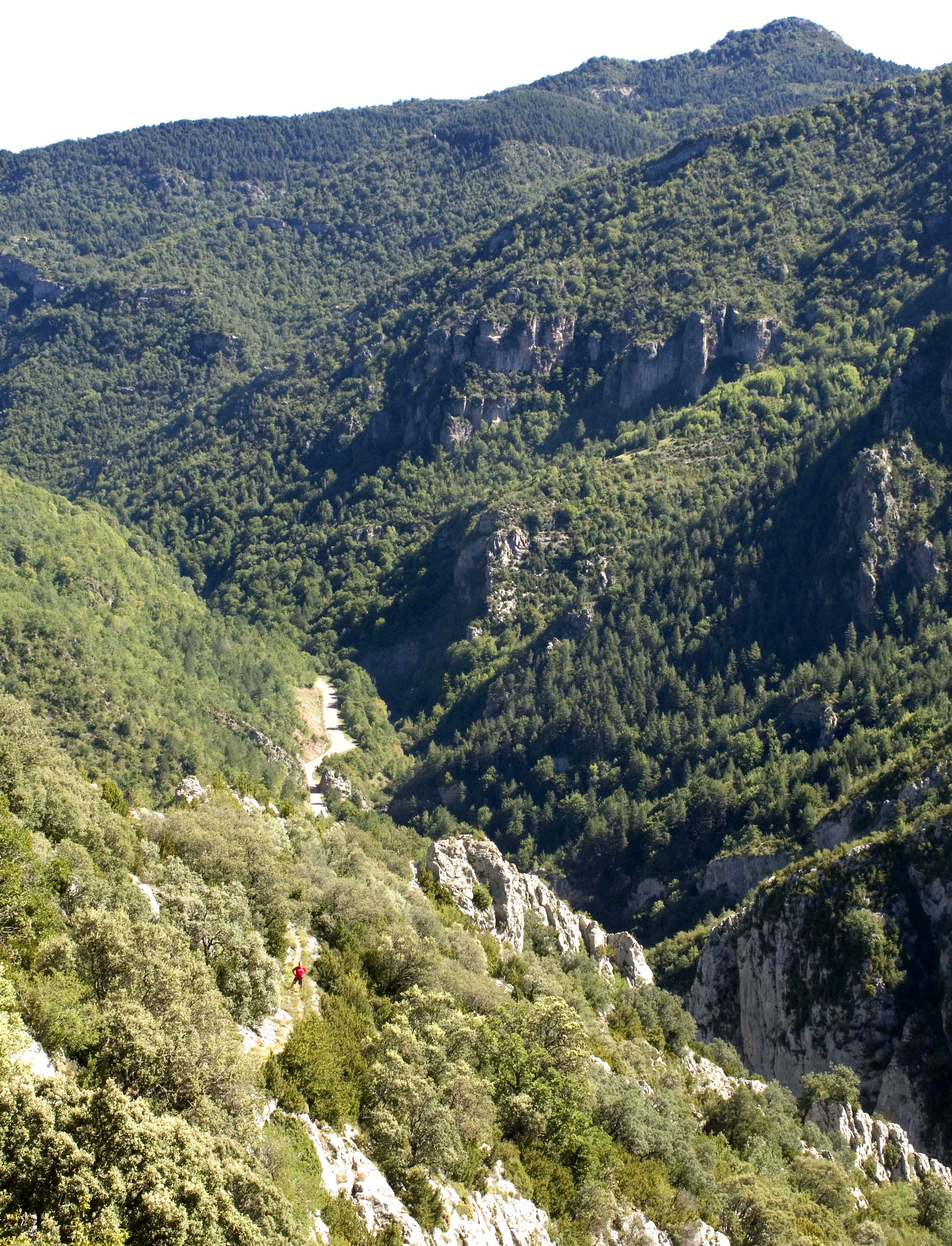
Congost d'Ovarra
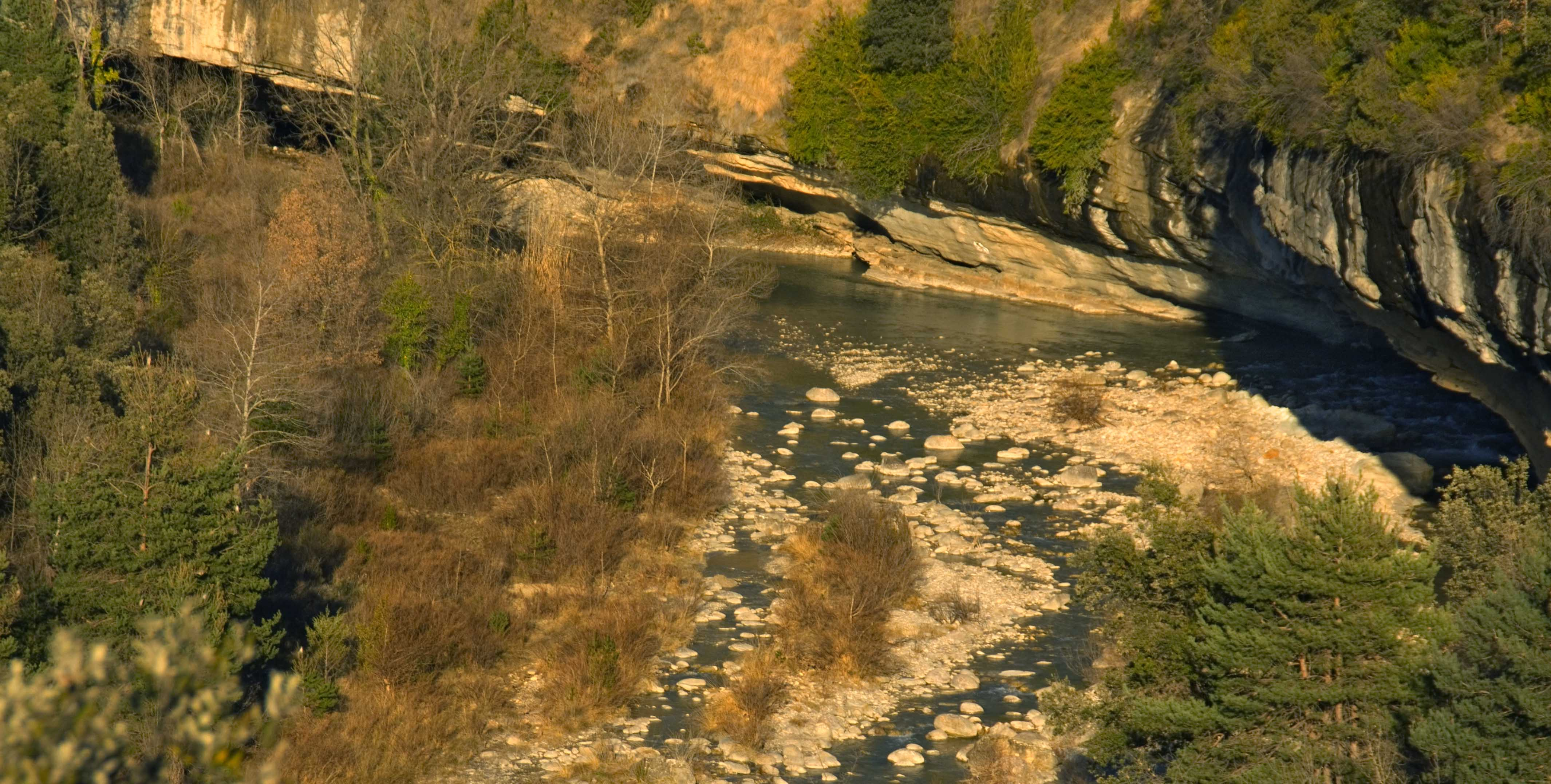
Meandre
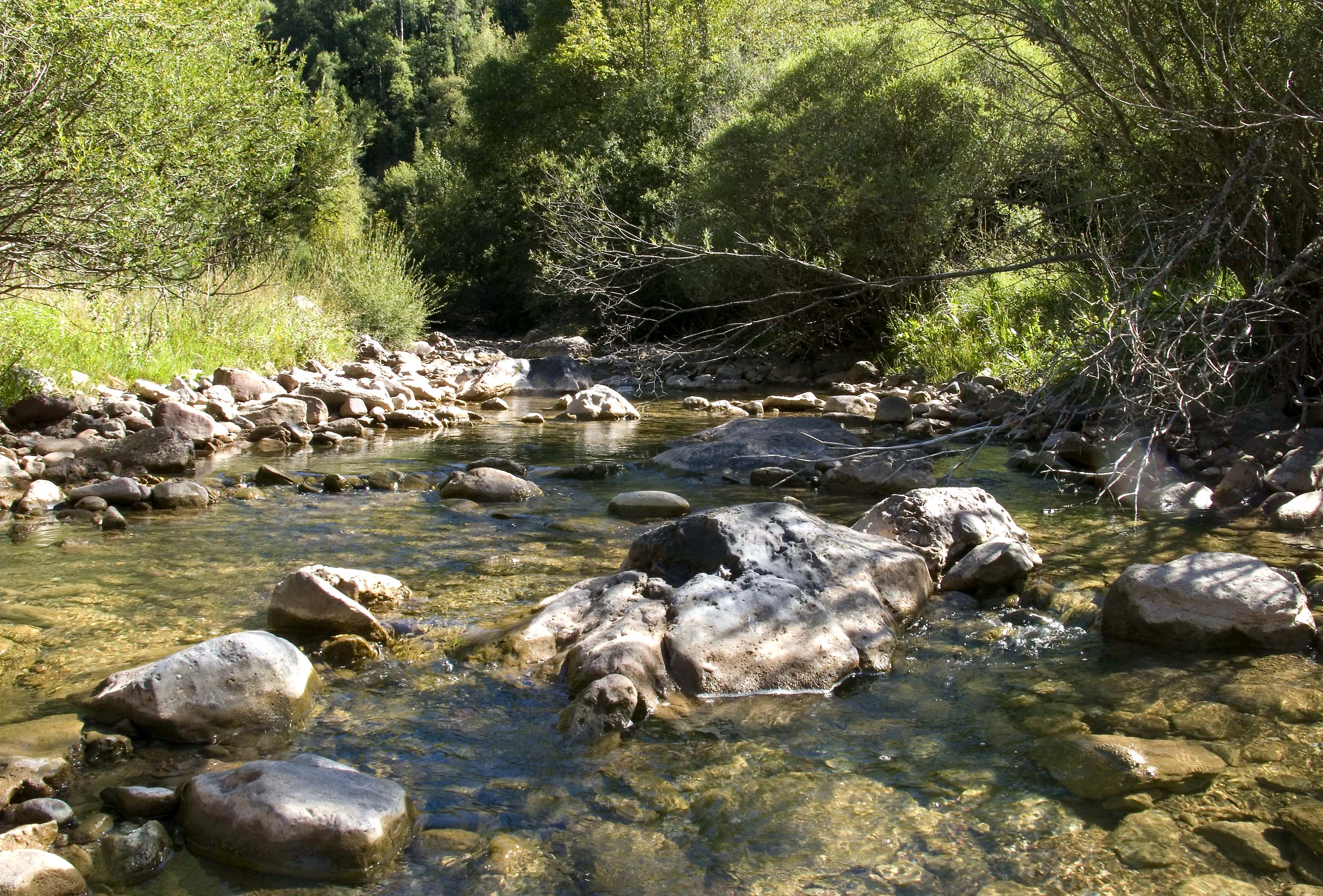
riu Blanc
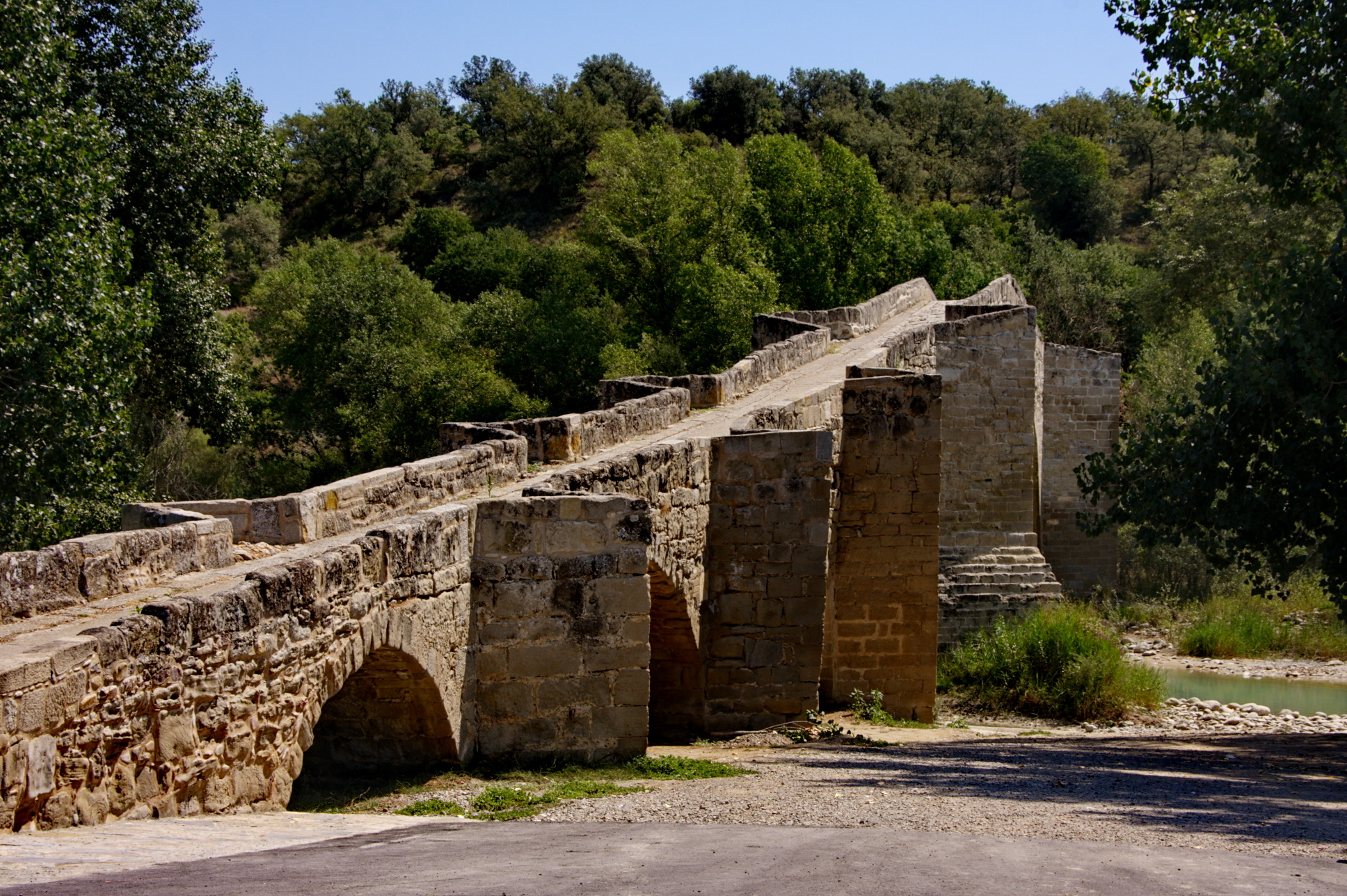
Capella, Pont Medieval
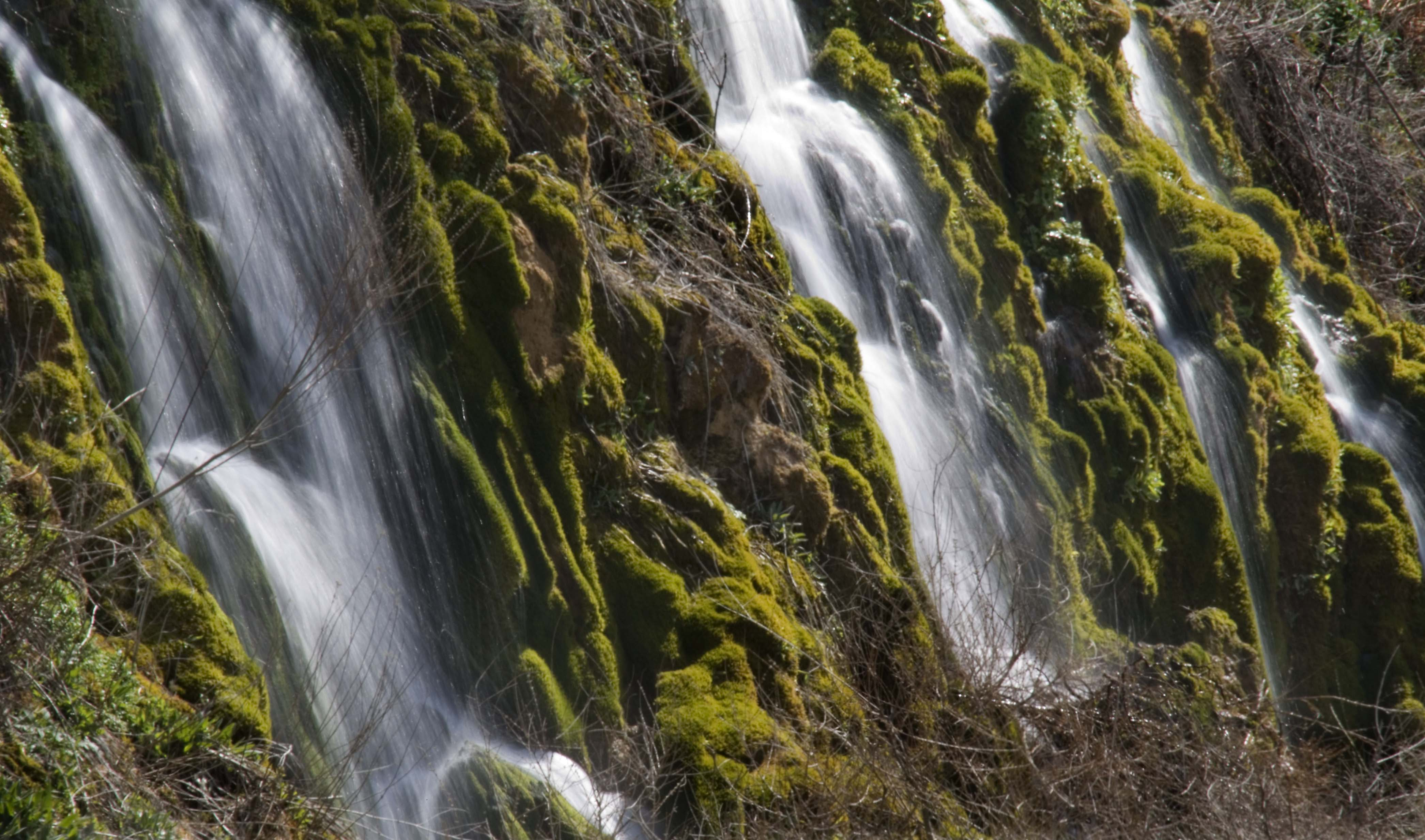
Fonts de Sant Cristòfol, entre Biasques d'Ovarra i Serradui.